# Општина Савадисла (Клуж)
Савадисла (рум. Săvădisla) општина је у Румунији у округу Клуж.
Oпштина се налази на надморској висини од 531 m.